# Elija Boßler
Elija Boßler OCD, Geburtsname Elisabeth Boßler,  (* 1943 in Paderborn) ist eine deutsche Karmelitin, Schriftstellerin und Fotografin im Karmel Heilig Blut in Dachau.

## Leben
Nach einer kaufmännischen Lehre und Arbeit als Directrice in München trat Elisabeth Boßler im Februar 1966 in den Karmel Heilig Blut in Dachau ein, wo sie zur Einkleidung im August desselben Jahres den Ordensnamen Elija annahm.
Der 1964 von Karmelitinnen aus dem Karmel St. Joseph in Bonn-Pützchen gegründete Karmel bestand zu dieser Zeit erst zwei Jahre. Die Gründerpriorin, Sr. Maria-Theresia von der gekreuzigten Liebe, wollte an einem Ort der Gewalt und des Grauens eine Stätte der Sühne und der Versöhnung errichten.
Einem größeren Personenkreis bekannt wurde Sr. Elija durch ihre fotografische Arbeit seit Mitte der 80er Jahre, die teils das Leben der Karmelitinnen zum Gegenstand hat, teils auch die Überlebenden von Konzentrationslagern. Zu diesen zählte im Konzentrationslager Dachau neben Überlebenden des sogenannten „Priesterblocks“ und des Widerstands auch der Schriftsteller und Maler Max Mannheimer, mit dem sie eine langjährige Freundschaft verband. Aus den Werken Sr. Elijas entstanden unter anderem Ausstellungen zum Leben und Werk der hl. Teresa von Avila (zum 400. Todestag 1981/82) und 2015 (zum 500. Geburtstag) wie auch 2013 die Sonderausstellung Das Überleben festhalten in der KZ-Gedenkstätte Dachau. Diese zeigte rund 100 Schwarz-Weiß-Portraits von Überlebenden der Konzentrationslager, die in Dachau in einem Zeitraum von etwa 20 Jahren entstanden.
Von 1982 bis 1984 lebte Schwester Elija mit einigen Mitschwestern in Berlin, um am Aufbau der Neugründung des Karmels Regina Martyrum durch Schwestern des Karmels Heilig Blut mitzuwirken; zur Zeit der Errichtung 1984 kehrte Sr. Elija in den Dachauer Karmel zurück. Neben der Arbeit in den hauseigenen Werkstätten wirkt Sr. Elija auch in der geistlichen Begleitung.
Von 2007 bis 2010 stand sie aufgrund einer Bitte Friedrich Kardinal Wetters dem Konvent des Franziskanerinnenklosters Reutberg bei Bad Tölz als Oberin vor, da dieser keine geeignete Schwester für das Amt hatte, und war daher für diese Zeit vom Konventsleben und den Bestimmungen über die Klausur des Karmels entbunden.

## Veröffentlichungen
- Lichtspuren im Klostergarten, Echter, 1990
- Karmel: Weg in Innenräume. Einblicke in Leben und Spiritualität Unbeschuhter Karmelitinnen (mit Veronika Elisabeth Schmitt OCD), Echter, 1994
- Grundkurs Ingnatianischer Spiritualität mit Werken von Max Falle (Illustrationen),  EOS Verlag, 1992
- Gegen das Vergessen (mit Monika Huber und Klaus Kinold), 2008
- Bleiben, wo andere gehen – leben, wo andere starben (mit Sr. Johanna Kurić OCD), in: Ordenskorrespondenz 54 (2013), S. 327–338

## Filme
- Dachauer Dialoge – Max Mannheimer im Gespräch mit Sr. Elija Boßler, aufgenommen im Oktober 2015 in der KZ-Gedenkstätte Dachau und im Karmel Heilig Blut, Clips auf Youtube Regie: Marina Maisel, Michael Bernstein im Auftrag der Stiftung Bayerische Gedenkstätten